# Songs of Faith and Devotion
Songs of Faith and Devotion  is een studioalbum uit 1993 van de Britse band Depeche Mode. Het is het achtste album van de band en bereikte nummer één op de hitlijsten in zowel het Verenigde Koninkrijk als de Verenigde Staten. Op het album experimenteerde de groep met een rockgeluid; het was het laatste album dat de groep opnam met Alan Wilder. Ter ondersteuning van het album ging de groep op tournee, de Devotional tour. Begin 2006 waren in de VS alleen al meer dan 900.000 exemplaren van het album verkocht.

## Tracks
Alle nummers zijn geschreven door Martin Gore. Zang door Dave Gahan, uitgezonderd waar anders vermeld.

### Uitgave 1993: Mute / Stumm 106 (UK)
1. "I Feel You" – 4:35
2. "Walking in My Shoes" – 5:35
3. "Condemnation" – 3:20
4. "Mercy in You" – 4:17
5. "Judas" – 5:14
  - zang door Martin Gore.
6. "In Your Room" – 6:26
7. "Get Right with Me" – 3:32
8. "Rush" – 4:37
9. "One Caress" – 3:30
  - zang door Martin Gore.
10. "Higher Love" – 5:56

### Heruitgave 2006: Mute / DM CD 8 (cd/sacd+ dvd) / CDX STUMM 106 (cd/sacd)
- Schijf 1 is een hybride sacd/cd .
- Schijf 2 is een DVD met "Songs of Faith and Devotion" in DTS 5.1, Dolby Digital 5.1 en PCM Stereo plus bonusmateriaal

1. "I Feel You" – 4:35
2. "Walking in My Shoes" – 5:35
3. "Condemnation" – 3:20
4. "Mercy in You" – 4:17
5. "Judas" – 5:14
6. "In Your Room" – 6:26
7. "Get Right with Me" – 3:32
8. "Rush" – 4:37
9. "One Caress" – 3:30
10. "Higher Love" – 5:56

#### Bonusnummers (in DTS 5.1, Dolby Digital 5.1, PCM Stereo)
1. "My Joy" – 3:57
2. "Condemnation (Paris Mix)" – 3:21
3. "Death's Door (Jazz Mix)" – 6:38
4. "In Your Room (Zephyr Mix)" – 4:50
5. "I Feel You (Life's Too Short Mix)" – 8:35
6. "Walking In My Shoes (Grungy Gonads Mix)" – 6:24
7. "My Joy (Slowslide Mix)" – 5:11
8. "In Your Room (Apex Mix)" – 6:43

#### Extra materiaal
- "Depeche Mode 91-94 (We Were Going To Live Together, Record Together And It Was Going To Be Wonderful)" [36 minuten durende video]

## Bezetting
In 1993 bestond Depeche Mode uit:
- Dave Gahan
- Andrew Fletcher
- Martin Gore
- Alan Wilder

Gastmuzikanten:
- Steafan Hannigan – uillean pipes op "Judas"
- Bazil Meade, Hildia Campbell, Samantha Smith – aanvullende zang op "Get Right With Me"
- Wil Malone – strijkarrangementen en direct op "One Caress"